# Xarwin II ibn Rustam
Xarwin II ibn Rustam fou ispahbad bawàndida de Tabaristan.
Va succeir en els drets al seu pare Rustam I ibn Surkhab? ibn Karin, expulsat pels alides el 890 i mort el 895. Es va aliar als samànides.
El 900 fou restaurat en els seus dominis pels samànides quan es van apoderar de Tabaristan. Fou lleial als samànides com també ho fou l'ispahbad karínida Xariyat ibn Baduspan. El 903 Xarwin II va ajudar el samànida Abu l-Abbas Abd Allah ibn Muhammad quan aquest va rebutjar l'atac de l'alida Nasir al-Utruix (el Sord) a Amol. El 909/910 va ajudar a impedir la revolta d'Abu l-Abbas Abd Allah ibn Muhammad contra el seu sobirà l'emir samànida Ahmad II ben Ismail (907-914). Quan Nasir al-Utruix es va apoderar de tot el Tabaristan (914) Sharwin va incitar al samànida Nasr II ben Ahmad (914-943) a enviar un exèrcit; aquesta força va arribar dirigida per Ilyas ibn Alisa però fou derrotat; llavors Sharwin no va tenir més remei que sotmetre's a l'alida.
El següent imam alida, Ḥasan ibn Kasim al-Da'i (917) va seguir una política fortement en contra dels dos ishpabads de les muntanyes, Xarwin II ben Rustam i Xahriyar ibn Baduspan, tot i que els dos estaven d'acord a pagar el tribut, i va enviar contra els ispahbads a Abu l-Husayn Ahmad, fill de Nasir al-Utrush; els dos caps van haver d'anar a Astarabad a fer submissió formal a l'imam. Aquest ja tenia decidit empresonar-los per la seva deslleialtat continuada, però els dos homes foren advertits de la sort que els esperava a Astarabad pel mateix Abu l-Husayn, i van fugir; els seus dominis foren devastats i els seus fill agafats com a ostatges.
Del que va passar després no hi ha notícies però es va produir una reconciliació i el 926 Sharwin va acompanyar a Hàssan ibn Qàssim ad-Daï a l'exili a Gilan i després va retornar amb ell a Amol. Maqan ibn Kaki, el general daylamita al servei dels alides, el va restaurar en els seus dominis a Xahriarkuh. Xarwin II apareix per darrer cop en companyia de Maqan en la campanya d'aquest per a la conquesta del Khurasan (930). El va succeir vers aquest any el seu fill Xahriyar II ibn Xarwin (II).